# Ceropegia occidentalis
Ceropegia occidentalis är en oleanderväxtart som beskrevs av Robert Allen Dyer. Ceropegia occidentalis ingår i släktet Ceropegia och familjen oleanderväxter. Inga underarter finns listade i Catalogue of Life.